# 滑稽俄安宅新関
滑稽俄安宅新関（おどけにわかあたかのしんせき）は2代目河竹新七作の歌舞伎作品。1865年（慶応元年）江戸市村座初演。安宅の新関の富樫左衛門が「即興で一芸を披露しなければ通ることまかりならん」という掟を出したことで起こる関守と旅人たちの間の駆け引きを描く。外題の示す通り、立派な演目というよりは余興的性格の強いもので、他の歌舞伎作品のパロディーの他、その時々のトピックを交えた形で上演される。
また、歌舞伎の舞台には子役を除いて、原則的に女性が出ることはできないとされているが、この作品においては島倉千代子や藤山直美などが出演したことがある。

## 登場人物

### 初演時
- 富樫左衛門…五代目坂東彦三郎
- 『義経腰越状』の五斗兵衛…同上
- 『姫競双葉絵草紙』等小栗物の横山太郎…二代目澤村訥升
- 『近頃河原達引』の猿回し與次郎…同上
- 『仮名手本忠臣蔵』の丁稚伊吾…三代目市村竹松
- 『嫗山姥』の煙草屋源七…八代目市村家橘
- 『伊賀越道中双六』の奴助平…同上
- 『勧進帳』の武蔵坊弁慶…六代目市川團蔵
- 『生写朝顔話』の朝顔…二代目尾上菊次郎
- 『加賀見山旧錦絵』のお初…初代市川新車
- 『妹背山婦女庭訓』のお三輪…六代目坂東三津五郎
- 『傾城阿波鳴門』のおつる…坂東吉彌
- 番卒

### 第十二回永楽館歌舞伎（2019年）
- 富樫左衛門
- 小桜姫
- 巡礼おつる
- オールブラックス[3]
- 亀屋忠兵衛
- 傾城梅川
- 国税庁査察部統括官